# Носитель языка
Носи́тель языка́ (англ. native speaker) — представитель языковой общности, владеющий нормами языка, активно использующий данный язык (обычно являющийся для него родным) в различных бытовых, социокультурных, профессиональных сферах общения. Работе с носителями языка, а не с текстами посвящена полевая лингвистика.

## Критерии определения носителя языка
В науке выделяется несколько критериев идентификации человека как полноценного носителя определённого языка. Согласно шести наиболее распространённым, полноценный носитель языка — это индивид, который
- усвоил язык в раннем детстве (во время критического периода) от своих родителей — носителей языка,
- обладает интуитивным, естественным знанием языка (например, способен легко и неконтролируемо понимать не обращённую к нему речь),
- способен к беглой спонтанной речи,
- коммуникативно компетентен (распознает разные типы релевантных речевых ситуаций и может вести себя в соответствии с принятыми коммуникативными нормами),
- воспринимает себя как члена языкового сообщества,
- говорит без иностранного акцента.

Если индивид обладает не всеми, но бо́льшей частью этих признаков, то его можно определить как «приближающегося по уровню к носителю языка» (англ. near-native speaker).

## Типы носителей языка
В социолингвистике разработана типология носителей, ориентированная преимущественно на изучение уязвимых языков и языков, находящихся под угрозой исчезновения. Среди этих «промежуточных» носителей выделяются:
1. Полуносители (полуговорящие, англ. semi-speakers)[4][5]. Полуговорящие обладают полноценными навыками восприятия устной речи, но их возможности порождать речь в той или иной степени ограничены, главным образом, из-за бедности языкового опыта, однообразия входящей речевой информации (инпута), клишированности и предсказуемости ситуаций, в которых возникает необходимость использовать язык. Речь полуносителей может быть свободной и беглой, но в ней нередко обнаруживаются особенности, которые полноценные носители расценивают как ошибки. Речевая продукция полуносителей представляет собой манифестацию той формы языка, которую называют «эритажной». Полуносители составляют значительную часть коллектива говорящих на уязвимых языках.[источник не указан 523 дня]
2. «Остаточные» носители (англ. terminal speakers) обладают крайне ограниченной компетенцией. Они могут понять общий смысл несложных бытовых высказываний, но практически не могут говорить сами. Их речевая продукция сводится к застывшим выражениям, часто неточно воспроизведённым и сохранившимся в памяти в искажённом виде, так как их языковой опыт, обычно пассивный, получен в детском возрасте. Как правило, взрослые «остаточные» носители сообщают об угасании их способности говорить на языке.[источник не указан 523 дня]
3. «Вспоминающие» (англ. rememberers) носители практически полностью утратили язык, нередко под влиянием тяжелых биографических обстоятельств или травм (геноцид, запрет или ограничения на употребление языка и т. д.), но в благоприятных условиях частично восстанавливают в памяти утраченные языковые знания и ощущают принадлежность к коллективу носителей.[источник не указан 523 дня]
4. «Носители-невидимки» (англ. ghost speakers). Они в явном виде отрицают, что знают язык, несмотря на то что до некоторой степени сохраняют компетенцию. Причиной этого отрицания может быть низкий престиж языка, травматичный опыт наказания за его использование, отрицательное отношение к нему.[источник не указан 523 дня]
5. «Неоносители» (англ. neo-speakers). «Неоносители» — это лица, декларирующие свою культурную и этническую идентичность и изучающие язык по сути как иностранный (L2), с помощью учебников или в условиях, приближенных к естественным, так как считают знание языка ключевым фактором национального возрождения, сохранения своей культуры. Существование круга потенциальных неоносителей — важнейший фактор успешности программ ревитализации языков. См., например, Гэльское возрождение.[источник не указан 523 дня]
6. Последний носитель (англ. last speaker). Несколько мифологизированный тип носителя, выделяемый на основании не столько собственно лингвистических, сколько социальных критериев. Как правило, последним носителем называют харизматичного человека, пользующегося авторитетом в местном сообществе и назначаемого своеобразным арбитром в языковых вопросах. Обычно последние носители охотно поддерживают этот статус или даже присваивают его себе сами, подчёркивают свою роль в сообществе, критикуют других промежуточных носителей вышеуказанных типов. Последние носители чаще всего являются полноценными носителями языка старшего поколения, но могут быть полуговорящими или даже остаточными носителями, которые компенсируют нехватку компетенции уверенным поведением и демонстративной смелостью суждений в вопросах родного языка.[источник не указан 523 дня]

Уязвимые языки и языки, находящиеся под угрозой исчезновения, отличаются от языков с безопасным статусом главным образом характеристиками носителей: среди носителей уязвимых языков преобладают представители 1-6 типов, в то время как коллектив носителей языков, не находящихся под угрозой, состоит в основном из полноценных моноязычных носителей.